# Mantua (Cuba)
Mantua é um município de Cuba pertencente à província de Pinar del Río. 